# I Vow to Thee, My Country
I Vow to Thee, My Country är en brittisk fosterländsk sång och senare även psalm. Den skapades 1921 då den ursprungliga dikten av Sir Cecil Spring-Rice tonsattes av Gustav Holst.

## Historia
Texten är ursprungligen en dikt av diplomat Cecil Spring-Rice, skriven 1908 när han var stationerad på den brittiska ambassaden i Stockholm. Först namngavs den: Urbs Dei (Guds Stad) eller The Two fatherlands, och den beskrev hur en kristen är skyldig att svära sin lojalitet mot både sitt hemland och det himmelska riket. Texten var delvis baserad på mottot för familjen Spring, som Spring-Rice härstammade ifrån. Den första versen hade ursprungligen en öppet fosterländsk hållning, influerad av tiden före första världskriget. År 1912 utsågs Spring-Rice till ambassadör i USA, där han övertalade Woodrow Wilson-kabinettet att överge neutraliteten och ansluta sig till Storbritannien i kriget mot Tyskland. Efter att USA gick med i kriget, blev Spring-Rice återkallad till Storbritannien. Strax före sin avresa från USA i januari 1918 skrev och döpte han om Urbs Dei. Den första versen ändrades väsentligt och kom att handla om de enorma förluster av brittiska soldater som Storbritannien hade utstått under krigsåren. Den första versen, och den sällan sjungna andra versen, handlar om Storbritannien och i synnerhet dödsoffren under första världskriget. Den sista versen, som börjar med "And there’s another country", refererar till himlen. Den sista raden är baserad på Ordspråksboken 3:17, som står att läsa i King James Bibeln: "Her ways are ways of pleasantness, and all her paths are peace”.

## Melodi
År 1921 anpassade Gustav Holst musik från en sektion av Jupiter från hans svit Planeterna för att skapa en melodi till dikten. Musiken förlängdes något för att passa de två sista raderna i första versen. På begäran av utgivaren Curwen, gjorde Holst en version för unison sång med orkester (Curwen har även publicerat Sir Hubert Parrys Jerusalem som unisonsång med orkester). Den framfördes förmodligen första gången 1921 och blev ett vanligt inslag vid minnesceremonierna över vapenstilleståndet, särskilt efter att sången publicerades som en psalm 1926. Holst tonsatte sången så att den kunde användas som psalm, och den ingick i Songs of Praise, 1926, med samma ord, men titeln var då Thaxted (uppkallad efter byn där Holst levde i många år). Redaktören för den nya (1926) upplagan av Songs of Praise var Holst nära vän Ralph Vaughan Williams, vilket kan ha inspirerat Holst att komponera psalmen. Holst dotter Imogen antecknade att "vid den tidpunkt då han (Holst) blev ombedd att tonsätta dikten, var han så överarbetad och trött att han kände sig lättad över att upptäcka att det var möjligt att låna melodin från Jupiter". 

## Text
I vow to thee, my country, all earthly things above,
Entire and whole and perfect, the service of my love;
The love that asks no question, the love that stands the test,
That lays upon the altar the dearest and the best;
The love that never falters, the love that pays the price,
The love that makes undaunted the final sacrifice.
And there's another country, I've heard of long ago,
Most dear to them that love her, most great to them that know;
We may not count her armies, we may not see her King;
Her fortress is a faithful heart, her pride is suffering;
And soul by soul and silently her shining bounds increase,
And her ways are ways of gentleness, and all her paths are peace.

## Nutida användning
- Den är förknippad med Remembrance Day-gudstjänster i hela Samväldet.
- Prinsessan Diana av Wales, begärde denna psalm på sitt bröllop med prins Charles 1981. Hon sade att den "alltid hade varit en favorit sedan skoltiden". Den sjöngs också på hennes begravning 1997 och vid minnesstunden 2007 på 10-årsdagen av hennes dödsfall. Den finns med på BBC-inspelningen av begravningen.
- Den citerades av Margaret Thatcher 1988 i hennes Mound-predikan för Skottlands kyrkas generalförsamling. Dessutom framfördes den på hennes begravning den 17 april 2013. Det är Brittiska territoriet i Indiska oceanens officiella psalm.
- Den framfördes under öppningsceremonin av Paralympiska sommarspelen 2012.
- Den anses vara S:t Pauls flickskolas officiella skolpsalm.

### I medierna
- I augusti 2004 uttalade sig Stephen Lowe, biskop av Hulme, och sa att den inte borde sjungas under gudstjänster i Engelska kyrkan. Han kallade psalmen "kättersk". Han ansåg att psalmen placerade lojaliteten till nationen över lojaliteten till religionen och att detta skapade ett okritiskt stöd för regeringar. Detta inledde en debatt om sångens innebörd.
- Låten är tillsammans med "World in Union", den officiella sången i VM  rugby.
- En YouTube-video som visat sig vara populär är den med den kanadensiska sopranen Rachel Landrecht när hon vid minneshögtiden av Smokey Smith 2005 sjunger psalmen. Smith var Kanadas sista överlevande Viktoriakorsmottagare.